# Sonata per a flauta i piano (Martinů)
La Sonata per a Flauta i Piano, H. 306, va ser composta per Bohuslav Martinů l'any 1945 a Sud Orleans, Cape Cod, durant el període de cinc anys que el compositor va passar als Estats Units, mentre fugia de la França ocupada. L'obra va ser dedicada a George Laurent, flautista principal de la Boston Symphony Orchestra de 1918-1952. Va ser estrenada el 18 de desembre de 1949 a Nova York, amb Lois Scheafer com a solista. Tot i que Martinů al principi hauria titulat la feina com a Primera Sonata per Flauta i Piano, no va arribar a compondre'n una segona.

## Moviments
La sonata consta de tres moviments:
- I. Allegro moderato
- II. Adagio
- III. Allegro poco moderato

## Descripció
Els moviments exteriors són notablement rítmics, amb un segon moviment de caràcter més melancòlic i líric. El tercer moviment està inspirat en un fer. La inspiració pel tema dels tercer moviment prové de l'experiència de Martinu d'haver de cuidar un enganyapastors cridaner ferit a Cape Cod. El cant de l'ocell es reprodueix dins el mateix.